# Veronika Ringbom
Veronika Ringbom, född 13 maj 1962 i Åbo, är en finländsk grafiker. Hon är dotter till Sixten Ringbom. 
Ringbom studerade 1981–1982 vid Fria konstskolan och 1985–1988 vid Åbo ritskola. Hon arbetar företrädesvis med metallgrafik, gärna torrnål. Gestalterna i hennes bilder kan upplevas som tolkningar av mänskliga känslorelationer. Hon har ställt ut flitigt både i hemlandet och utomlands, och även gjort scenografi och illustrationsarbeten samt verkat som teckningslärare.